# Nguyễn Văn Thông (Hưng Yên)
Nguyễn Văn Thông (sinh năm 1956) là một chính khách Việt Nam, cựu sĩ quan cao cấp của lực lượng Công an nhân dân Việt Nam, hàm Đại tá. Ông từng giữ chức Phó Trưởng ban Nội chính Trung ương, nguyên Bí thư Tỉnh ủy Hưng Yên, nguyên Chủ tịch Ủy ban nhân dân tỉnh Hưng Yên, Chủ tịch Hội đồng nhân dân tỉnh Hưng Yên.

## Tiểu sử
Ông Nguyễn Văn Thông sinh ngày 12 tháng 6 năm 1956 tại xã Long Hưng, huyện Văn Giang, tỉnh Hưng Yên.
Năm 1974, ông được học sơ cấp Công an tỉnh Hải Hưng, sau chuyển về công tác tại Công an huyện Văn Giang, tỉnh Hải Hưng.
Ông được kết nạp vào Đảng Cộng sản Việt Nam ngày 8 tháng 5 năm 1976, chính thức ngày 8 tháng 2 năm 1977, là Bí thư Chi đoàn khối Nội chính huyện, Đội trưởng Đội cảnh sát quản lý hành chính Công an huyện Văn Giang. Từ tháng 4 năm 1977, làm Đội trưởng Đội cảnh sát quản lý Hành chính Công an huyện Văn Yên, Bí thư Chi đoàn khối Nội chính huyện.
Tháng 10 năm 1977, ông theo học Trường Đại học Cảnh sát. Đến tháng 10 năm 1982 tốt nghiệp, trở thành cán bộ, Đội trưởng Đội tham mưu chuyên đề cảnh sát thuộc Phòng Tham mưu cảnh sát, Công an tỉnh Hải Hưng. Từ tháng 11 năm 1984 là Phó Trưởng phòng, Bí thư Chi bộ phòng Tham mưu. Đến tháng 11 năm 1988, trở thành Trưởng phòng Tham mưu cảnh sát, Đảng ủy viên Đảng ủy Công an tỉnh Hải Hưng.
Tháng 9 năm 1992, ông được giữ chức Trưởng phòng Tham mưu Tổng hợp (sau đổi tên là Chánh Văn phòng) Công an tỉnh Hải Hưng, Ủy viên Ban Thường vụ Đảng ủy Công an tỉnh Hải Hưng.
Sau khi tỉnh Hưng Yên được tái lập, tháng 1 năm 1997, ông giữ chức Phó Giám đốc, Phó Bí thư Đảng ủy Công an tỉnh Hưng Yên. Năm 2004, ông được thăng quân hàm Đại tá Công an nhân dân Việt Nam, được bầu làm Đại biểu Hội đồng nhân dân tỉnh (nhiệm kỳ 2004-2009). Từ tháng 11 năm 2005, kiêm Ủy viên Ban Thường vụ Tỉnh ủy (đến 2008). Tháng 2 năm 2006, ông giữ chức Bí thư Đảng ủy, Giám đốc Công an tỉnh Hưng Yên.
Năm 2008, ông giữ chức Phó Bí thư thường trực Tỉnh ủy, Chủ tịch Hội đồng nhân dân tỉnh Hưng Yên. Từ tháng 7 năm 2010, giữ chức Phó Bí thư Tỉnh ủy, Chủ tịch Ủy ban nhân dân tỉnh Hưng Yên.
Tháng 1 năm 2011, ông được bầu vào Ủy viên Ban Chấp hành Trung ương Đảng Cộng sản Việt Nam. Ngày 15 tháng 3 năm 2013, trong Hội nghị Ban chấp hành Đảng bộ tỉnh Hưng Yên lần thứ 12, ông được bầu giữ chức Bí thư Tỉnh ủy Hưng Yên với 100% phiếu tán thành, thay thế cho Bí thư Nguyễn Văn Cường nghỉ hưu. Ngày 23 tháng 7 năm 2013, ông được bầu kiêm chức Chủ tịch Hội đồng nhân dân tỉnh Hưng Yên lần thứ hai.
Ngày 21 tháng 9 năm 2015, ông được Bộ Chính trị điều động giữ chức Phó Trưởng ban Nội chính Trung ương. Ngày 8 tháng 12 năm 2015, ông được miễn nhiệm chức vị Chủ tịch Hội đồng nhân dân tỉnh Hưng Yên.
Kể từ ngày 30/9/2016, ông nghỉ hưu theo chế độ.